# Phobos-Grunt
Phobos-Grunt (en russe : Фобос-Грунт, c'est-à-dire « Sol de Phobos ») est une mission spatiale russe destinée à l'étude de Phobos, un des deux satellites naturels de la planète Mars. Elle a été lancée sans encombre le 8 novembre 2011 mais n'a pu rejoindre son orbite de transit vers Mars. Après plusieurs semaines sans contrôle en orbite basse, elle est donc retombée sur Terre le 15 janvier 2012 dans l'océan Pacifique à 1 250 km à l'ouest de l'île Wellington, au large du Chili.
Après s'être placée en orbite autour de Mars, la sonde spatiale d'environ deux tonnes devait effectuer une première phase d'étude à distance de la lune et de l'environnement de Mars d'une durée de quelques mois. La sonde devait ensuite se poser à la surface de Phobos pour étudier ses caractéristiques durant une année. Phobos-Grunt comprend un module chargé de rapporter sur Terre un échantillon du sol de Phobos (environ 200 g) dont la date de retour était planifiée en août 2014. Pour mener à bien ses investigations, Phobos-Grunt emportait une vingtaine d'instruments scientifiques, dont certains développés en collaboration avec des organismes de recherche de plusieurs pays européens tels que l'Allemagne, la France, l'Italie et la Suisse. La sonde a été lancée par une fusée Zenit-Fregat le 8 novembre 2011 après un premier report en 2009 mais n'a pu être injectée sur son orbite martienne comme prévu.
La lune Phobos est peut-être un ancien astéroïde capturé par Mars. Un des objectifs de Phobos-Grunt était de confirmer cette origine. Les données collectées auraient également pu fournir des indices sur les débuts du système solaire ainsi que sur l'histoire de Mars. La sonde emportait également le microsatellite chinois Yinghuo 1, qui devait être placé en orbite autour de Mars pour étudier les interactions entre l'atmosphère de la planète et le vent solaire.
La mission de Phobos-Grunt était complexe : l'approche de Phobos est délicate car la faiblesse de la gravité de la lune ne permet pas de se placer en orbite autour de celle-ci avant l'atterrissage. Les délais de télécommunications avec la Terre imposaient par ailleurs que la sonde effectue un atterrissage de manière complètement autonome sur la surface irrégulière de Phobos, un exercice rendu encore plus difficile par la faiblesse de la pesanteur. Enfin, la récupération de l'échantillon du sol de Phobos nécessitait la réussite d'un grand nombre d'étapes allant du prélèvement de l'échantillon jusqu'à la rentrée atmosphérique sur Terre en passant par un long transit entre Mars et la Terre mené en toute autonomie par le petit (un peu plus de 200 kg) module de retour.
Phobos-Grunt devait marquer le retour de la Russie dans le domaine de l'exploration du système solaire, qu'elle avait délaissée après l'avoir dominée au début de la conquête spatiale : la dernière mission de ce type, Mars 96, remontait à 1996 et avait été également un échec.

## Contexte

### La renaissance des missions russes vers le système solaire
Jusqu'au début des années 1980, l'astronautique soviétique a joué un rôle majeur dans l'exploration du système solaire. La disparition des enjeux géopolitiques due à la fin de la guerre froide, la domination de l'astronautique américaine, le déclin économique du pays et le manque de réussite des dernières missions planétaires se sont conjugués pour entraîner la disparition de cette activité du programme spatial soviétique. La dernière mission interplanétaire ayant atteint ses objectifs remonte à 1986 avec le programme Vega. Depuis, l'Union soviétique, dont le programme spatial a été repris en 1991 par la Russie, n'a lancé que trois sondes spatiales : les deux engins du Programme Phobos (1988 et 1989) et Mars 96 (1996), qui ont tous été victimes de défaillances (du lanceur pour Mars 96) avant d'avoir accompli leur mission. La reprise de l'économie russe, portée par les cours élevés des matières premières dans les années 2000, a donné de nouveaux moyens à une équipe dirigeante russe en quête d'une reconnaissance internationale. En 2005, un plan ambitieux s'étalant sur 10 ans a été annoncé permettant de relancer des programmes spatiaux qui ne seraient pas strictement utilitaires. Phobos-Grunt est la première d'une série de missions interplanétaires russes vers la Lune, Mars et Vénus planifiées pour la décennie 2010.

### Le satellite Phobos de Mars

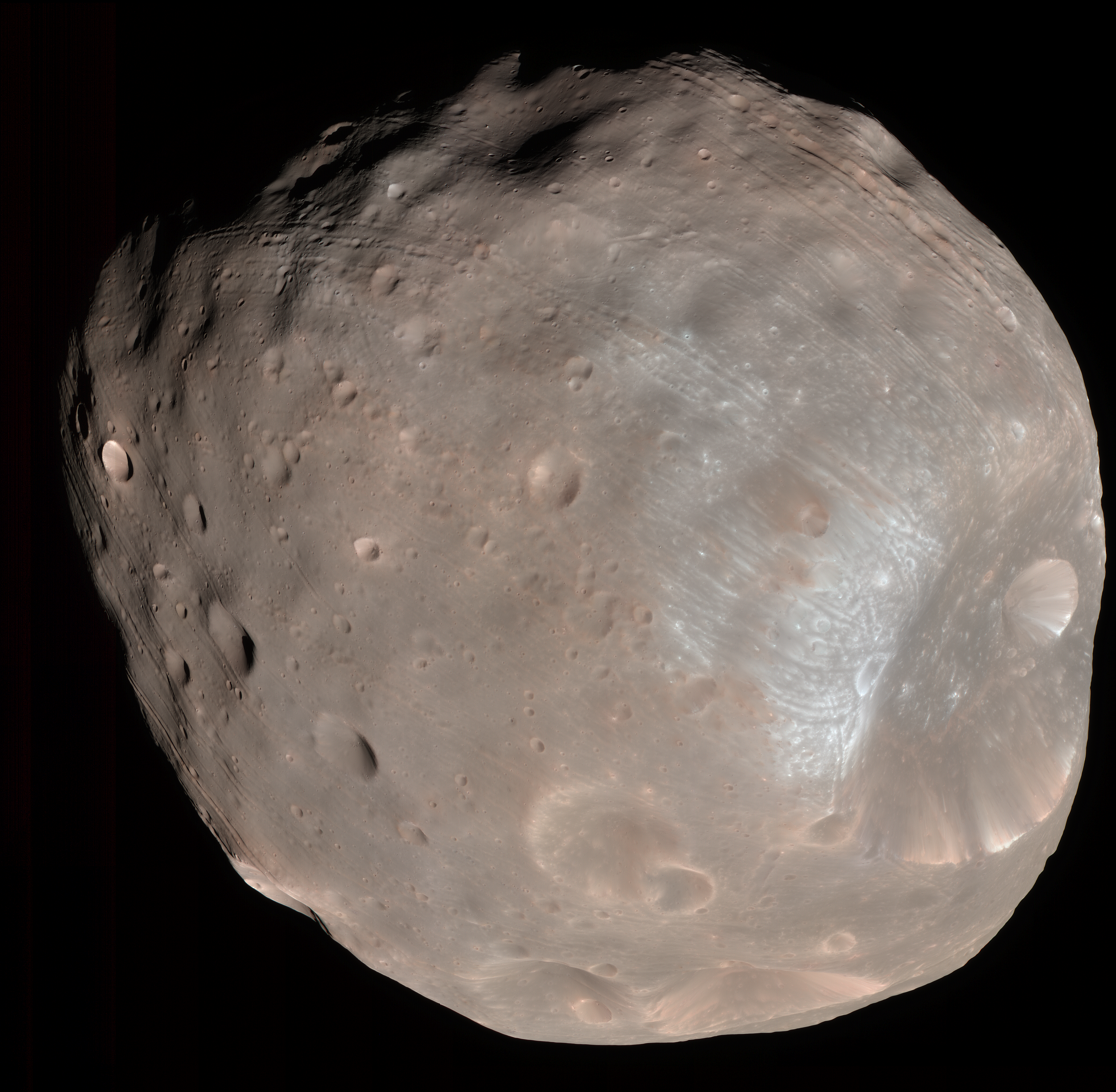
La lune Phobos, objectif de la sonde.

Phobos est un des deux satellites naturels de la planète Mars. De petite taille (27 × 22 × 19 km) et de forme très irrégulière, il circule sur une orbite pratiquement circulaire très basse (altitude moyenne d'environ 6 000 km) qui diminue relativement rapidement, ce qui devrait entraîner sa destruction par les forces de marées dans quelques millions d'années. L'origine de Phobos n'est pas connue avec certitude : ce satellite de Mars est sans doute un astéroïde capturé par Mars mais pourrait être également un morceau d'un satellite de Mars plus important qui se serait brisé. Phobos est un corps sombre qui semble être composé de chondrite carbonée, une composition similaire à celle des astéroïdes de type C dans la ceinture d'astéroïdes externe. La densité de Phobos est particulièrement faible (1,85) ce qui pourrait s'expliquer par la présence de glace ou de cavités ; la sonde spatiale soviétique Phobos 2 avait détecté un dégazage faible mais permanent, mais était tombée en panne avant d'avoir pu en préciser la nature. La lune est recouverte d'une épaisse couche de régolithe et est criblée de cratères dont le plus grand, Stickney, a un diamètre de 9 km.

## Objectifs de la mission
Phobos-Grunt est la troisième sonde spatiale consacrée à l'étude de Phobos. Les deux sondes soviétiques, Phobos 1 et Phobos 2 qui l'ont précédé ont été lancées en 1988-1989 vers la lune de Mars, mais ont été victimes de défaillances avant d'avoir rempli leur objectif.
L'objectif principal de la mission de Phobos-Grunt est de ramener un échantillon du sol de Phobos sur Terre. L'importance de cet objectif se reflète dans la masse de la charge utile qui lui est consacrée : le véhicule qui ramène l'échantillon représente une masse supérieure à 250 kg alors que 50 kg sont alloués au reste de la charge utile représentée par des instruments scientifiques. En ramenant un échantillon du sol sur Terre, on peut tirer beaucoup plus d'informations dans les laboratoires sur Terre qu'à l'aide des instruments embarqués sur la sonde dont les capacités sont fortement limitées par les contraintes de masse et d'énergie.
Le deuxième objectif de Phobos-Grunt est d'effectuer sur place des analyses physico-chimiques du sol de Phobos. De manière accessoire, la sonde doit étudier les jets de gaz découverts par la sonde Phobos 2 et rechercher d'éventuelles poches de glace,.
Le déroulement de la mission de Phobos-Grunt fournit également l'opportunité d'étudier l'atmosphère et le climat de Mars. En effet, il est prévu que la sonde, avant son atterrissage sur Phobos, passe plusieurs mois sur une orbite quasi-synchrone avec Phobos à une altitude équivalente à 2 rayons martiens et effectue 3 tours de la planète par jour. Sa position lui permet de traverser les différentes couches de plasma et d'observer les cycles météorologiques diurnes ou se développant sur une courte échelle de temps. Ces observations sont néanmoins limitées par la durée de son séjour en orbite et ne peuvent porter que sur les zones proches de l'équateur du fait de la faible inclinaison de son orbite. Les observations de Mars et de son atmosphère depuis le sol de Phobos seront limitées car le site d'atterrissage se trouve sur la face de Phobos située à l'opposé de Mars. En orbite la sonde doit :
- étudier le comportement atmosphérique de Mars et notamment de la dynamique des tempêtes de sable ;
- étudier l’environnement ionisé de Mars et son interaction avec le vent solaire et l’atmosphère martienne.

## Scénario de la mission
Ce qui suit est le déroulement de la mission tel qu'il était initialement prévu.

### Lancement

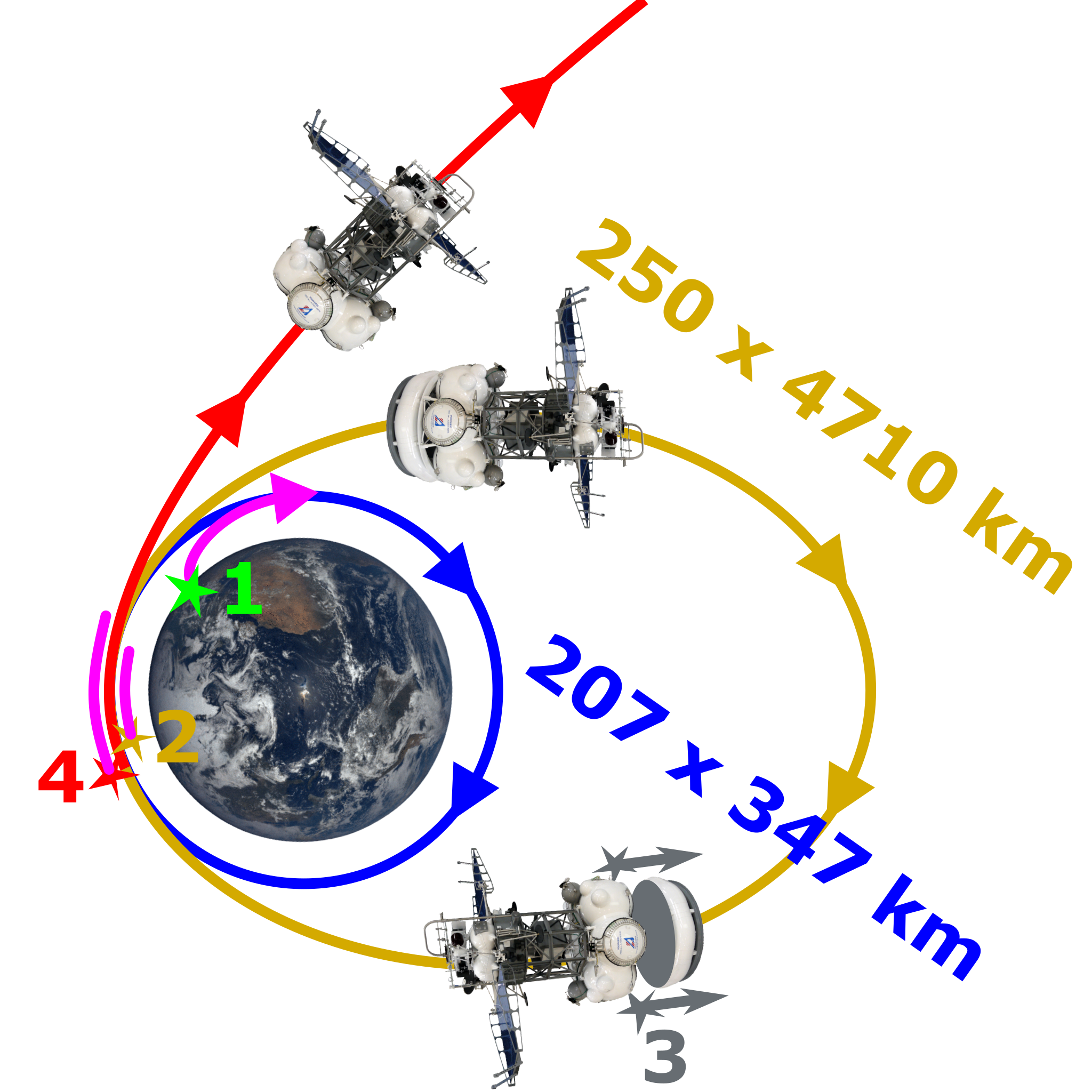
Lancement et manœuvres orbitales autour de la Terre (en mauve les phases propulsées) : 1 = Lancement, 2 = Modification de l'orbite, 3 = Largage du réservoir Fregat, 4 = Injection sur une orbite de transfert vers Mars.

La mise en orbite est prévue le 8 novembre 2011 à l'ouverture de la fenêtre de lancement, qui permet à peu près tous les deux ans d'atteindre la planète Mars. Le lancement est effectué depuis la base de lancement de Baïkonour au Kazakhstan utilisée par la majorité des lancements civils russes. Le lanceur est la fusée Zenit-2FG qui comporte deux étages. La sonde Phobos-Grunt avec son étage Fregat-SB doit dans un premier temps être insérée sur une orbite elliptique de 207 × 347 km avec une inclinaison de 51,8°. Puis le deuxième étage de la fusée Zenit est largué. Après avoir effectué 1,7 révolution autour de la Terre au bout de 2,5 heures, les moteurs de l'étage Fregat doivent s'allumer pour placer la sonde sur une orbite elliptique de 250 × 4 710 km ayant une période de 2,2 heures ; le réservoir amovible toroïdal de l'étage Fregat dont le contenu a été utilisé pour cette manœuvre est largué à son tour. L'étage Fregat-SB est à nouveau mis à feu un peu avant d'avoir bouclé une révolution (au bout de 2,1 heures) pour injecter la sonde sur une orbite de transfert vers la planète Mars,.

### Transit vers Mars
La sonde spatiale entamerait son périple vers Mars d'une durée de 10 à 11 mois. Durant celui-ci, elle est stabilisée trois axes. Plusieurs corrections de la trajectoire sont planifiées durant ce transit - 10 jours après le lancement, 80 jours avant l'arrivée et 14 jours avant l'arrivée - pour permettre à la sonde de s'insérer en orbite autour de Mars au point précis souhaité par ses concepteurs. Phobos-Grunt devait arriver à proximité de Mars vers le 11 septembre 2012 ; l'étage Fregat est mis à contribution une dernière fois pour freiner la sonde de 800 mètres par seconde ce qui permet à Phobos-Grunt de s'insérer sur une orbite très elliptique autour de la planète Mars de 800 × 75 900 km avec une inclinaison de 39° et une période de 3 jours. L'étage Fregat devait ensuite être largué puis le satellite chinois Yinghuo-1 détacher de la sonde et afin d'entamer sur cette orbite une mission de recueil de données scientifiques d'une durée de 1 an,.

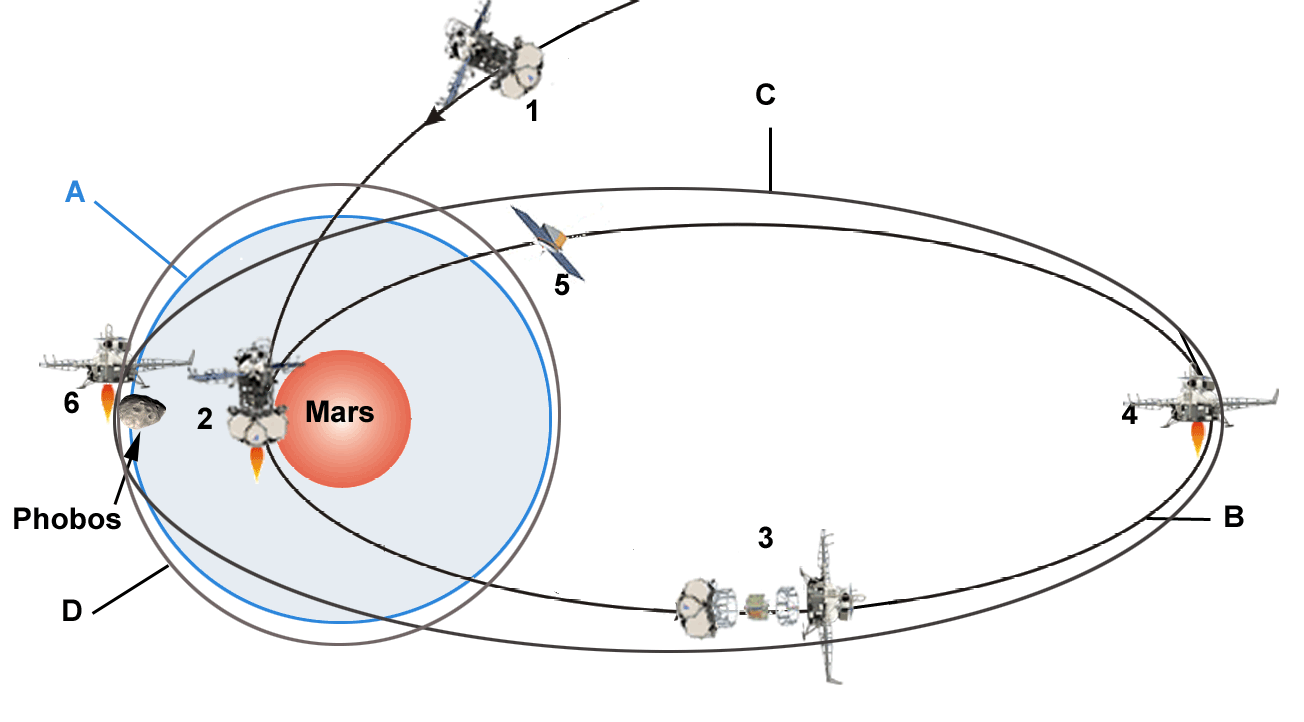
Phobos-Grunt autour de Mars : 1 = Arrivée de Phobos-Grunt, 2 = Manœuvre d'insertion en orbite autour de Mars, 3 = Largage de l'étage Fregat et séparation de la sonde et de Yinghuo-1, 4 = Manœuvre pour élever le périgée, 5 = Yinghuo 1 entame sa mission sur la première orbite, 6 = Manœuvre pour se placer sur une orbite proche de celle de Phobos ; A = Orbite de Phobos, B = Orbite d'insertion de Phobos-Grunt et de Yinghuo-1, C = Orbite avec périgée rehaussé, D =Orbite quasi-synchrone avec Phobos.

### Phase orbitale
La sonde doit faire une première étude à distance de Phobos pour préparer son atterrissage. La forme irrégulière de la lune et sa proximité avec Mars interdisent une satellisation stable de Phobos-Grunt autour de la lune. En effet, la sonde est à la fois sous l'influence du champ gravitationnel de Mars et de Phobos. Pour qu'elle puisse se placer en orbite autour de Phobos et non de Mars, il faudrait que le rayon de son orbite soit inférieur à une valeur découlant du rapport de masse entre Phobos et Mars et de leur distance respective. Phobos étant très proche de Mars et de masse relativement faible par rapport à Mars, ce rayon est égal à environ 16 km. Compte tenu de la forme très irrégulière de Phobos, l'orbite à la limite de la sphère de Hill de Phobos n'est pas viable. La sonde doit donc se placer sur une orbite synchrone avec Phobos pour l'observer.
Pour y parvenir, une manœuvre en deux temps doit être effectuée. Vers le 30 septembre 2012, le périgée de l'orbite de Phobos-Grunt devait être rehaussé à 6 499 km ce qui place la sonde sur une orbite de 3,3 jours. Une deuxième manœuvre vers le 8 octobre devait transformer l'orbite fortement elliptique en une orbite circulaire de 6 471 km qui est parcourue en 8,3 heures. Phobos-Grunt est désormais sur une orbite parallèle à Phobos mais à une altitude supérieure de 400 à 500 km. Sur cette orbite, une sonde passe à proximité de la lune tous les 4 jours ; Phobos-Grunt devait entamer alors une phase d'observation pour effectuer des mesures de navigation précises qui seront utilisées pour se rapprocher à nouveau de la lune. Vers le 14 janvier, la sonde devait modifier de nouveau son orbite pour se placer sur une orbite d'environ 6 000 km quasi-synchrone avec Phobos. La sonde serait rester à une distance oscillant entre 50 et 130 km de la lune. De là, les instruments optiques sont utilisés pour cartographier sa surface et repérer un site d'atterrissage,.
Dès que la sonde se trouverait en orbite autour de Mars, elle devait entamer les observations scientifiques. Sur l'orbite quasi-synchrone, la sonde devait pouvoir effectuer 3 fois par jour des mesures d'occultation solaire.

### Atterrissage et étude de Phobos
| Date                              | Phase                                                                   |
| 8 novembre 2011                   | Lancement                                                               |
| 8 novembre 2011-11 septembre 2012 | Transit vers Mars                                                       |
| 11-30 septembre 2012              | Insertion en orbite martienne Largage du sous-satellite chinois         |
| 8 octobre 2012-14 janvier 2013    | Campagne d'observation depuis l'orbite                                  |
| 14 janvier 2013-14 février 2013   | En orbite quasi-synchrone avec Phobos                                   |
| 14 février 2013                   | Atterrissage sur le sol de Phobos                                       |
| 14-18 février 2013                | Collecte de l'échantillon de sol de Phobos et décollage module retour   |
| 14 février 2013-14 février 2014   | Opérations sur le sol de Phobos                                         |
| 18 février 2013-août 2014         | Retour sur Terre de la capsule contenant l'échantillon de sol de Phobos |

Le 9 février 2013,la sonde devait entamer la phase d'atterrissage. Alors qu'elle se trouve à moins de 60 km de la lune, elle aurait suivi d'abord une trajectoire de transfert qui l'amène à 12 km de Phobos puis serait descendue verticalement vers le sol. L'ensemble de la séquence d'atterrissage dure 40 minutes. L'arrivée au sol aurait été un des moments délicats de la mission, car la sonde ne pèse que 400 grammes sur Phobos et elle aurait pu rebondir ou même se renverser s'il subsiste une composante de la vitesse horizontale au moment de la prise de contact. Lorsque la sonde devait toucher le sol, les propulseurs auraient été mis à contribution pour plaquer la sonde. Le site d'atterrissage choisi initialement devait se trouver sur la face de Phobos tournée en permanence vers Mars pour permettre à certains instruments d'observer également la planète. La zone d'atterrissage retenue finalement se situe sur la face opposée pour bénéficier d'un meilleur éclairage et donc de plus d'énergie ainsi que pour faciliter les communications avec la Terre. L'emplacement du site d'atterrissage ne permet pas d'observations optiques de Mars et les observations sur le plasma sont limitées et risquent de souffrir de biais introduits par la proximité de Phobos. Il n'était pas complètement exclu que la sonde, une fois sa mission au sol achevée, puisse se replacer en orbite pour compléter ces observations. Le prélèvement d'un échantillon du sol de Phobos devait effectué immédiatement après l'atterrissage ; le déroulement de la collecte, délicate dans la mesure où elle doit se faire en très faible gravité, s'étalait sur 2 jours à une semaine. L'échantillon de sol d'environ 200 g devait être placé dans une capsule située au sommet de la sonde qui doit revenir sur Terre,,. Les 15 instruments scientifiques qui représentent une masse d'environ 50 kg devaient commencer leur analyse in situ alors que le module de rentrée sur Terre devait allumer ses moteurs pour ramener l'échantillon sur Terre. Les investigations sur Phobos étaient planifiées durant un an.

### Retour de l'échantillon sur Terre
Vers le 18 février, le module de rentrée sur Terre, qui devait emporter la capsule contenant l'échantillon, aurait entamé son périple vers la Terre. Pour ne pas endommager l'orbiteur/atterrisseur sur lequel il est perché, le décollage de Phobos s'effectue en deux phases. Le module devait s'élever au-dessus de l'orbiteur/atterrisseur sous l'action de simples ressorts suffisants dans la faible gravité de Phobos pour lui donner une vitesse ascendante puis mettre à feu ses moteurs pour atteindre une vitesse comprise entre 1 et 10 mètres par seconde. Il se placerait alors sur une orbite autour de Mars inférieure de 300 km à celle de Phobos en appliquant un delta-v de 20 m/s. Le module de rentrée devait déclencher une nouvelle fois ses moteurs pour échapper à l'attraction de Mars et se placer sur une trajectoire de transfert vers la Terre. Durant le trajet qui, du fait d'une position moins favorable de Mars, dure 17 mois, cinq corrections de trajectoire étaient planifiées. La capsule contenant l'échantillon du sol de Phobos devait se séparer du module peu avant l'arrivée à proximité de Terre vers août 2014. La capsule devait effectuer une rentrée atmosphérique avant d'atterrir à grande vitesse (le module n'a pas de parachute) sur le sol russe. Il était prévu que la capsule dépourvue d'émetteur radio soit repérée par radar puis visuellement avant son arrivée sur le sol du polygone de Sary Shagan au Kazakhstan retenu comme site d'atterrissage.

## Historique du développement

### Conception et développement
L'idée de mener une mission de retour sur Terre d'un échantillon du sol de Phobos prend naissance en Russie vers 1996. Malgré l'intérêt scientifique d'une telle mission et sa faisabilité technique, aucune autre agence spatiale n'envisageait ce type de mission dans les années 1990. Dans les années qui suivent, la mission envisagée vers Phobos reste un projet sur papier car la Russie doit au tournant du siècle surmonter d'importantes difficultés politiques et économiques tandis que l'astronautique russe lutte pour sa survie. Durant cette période, le projet est modifié à plusieurs reprises pour abaisser son coût : la masse de la sonde est réduite pour permettre son lancement par la fusée Soyouz2/Fregat qui remplace la Proton envisagée initialement. En 2004, la situation économique de la Russie s'étant améliorée, le gouvernement alloue environ 40 millions de roubles à l'Institut de recherche spatiale de l'Académie des sciences de Russie pour travailler sur le projet dont le coût total est, à l'époque, estimé à 1 milliard de roubles. En octobre 2005, le projet est officiellement lancé dans le cadre du programme spatial fédéral 2006-2015. La construction de Phobos-Grunt est confiée la société Lavotchkine, constructeur historique des sondes spatiales russes. L'Institut de recherche spatiale de l'Académie des sciences de Russie (IKI RAN) est chargé du volet scientifique ainsi que du développement des instruments scientifiques. La mise en orbite de la sonde est planifiée durant la fenêtre de lancement vers Mars qui s'ouvre en octobre 2009. La sonde est nommée Phobos-Grunt ; ce nom de baptême agrège sa destination Phobos et Grunt signifiant dans ce contexte sol (dont on espère pouvoir retourner un échantillon vers la Terre),.

### Ajout du sous-satellite chinois
Une coopération avec la Chine esquissée en 2005 se concrétise par la signature d'un accord en juin 2007 : Phobos-Grunt transportera un sous-satellite chinois d'une centaine de kilogrammes, baptisé Yinghuo-1, qui sera placé par la sonde en orbite autour de Mars. Cet accord prévoit également la fourniture par l'Université polytechnique de Hong Kong d'un outil installé au bout d'un bras équipé par ailleurs d'un spectromètre miniature et d'une caméra ; l'instrument chinois est chargé d'extraire et de préparer les échantillons de sol ramenés sur Terre. Pour pouvoir placer en orbite la masse accrue de la sonde, le lanceur Soyouz est abandonné au profit de la fusée Zenit. Cette dernière présente également l'avantage de pouvoir lancer la sonde en 2011 alors que cette fenêtre de lancement vers Mars est moins favorable que celle de 2009.

### Développement

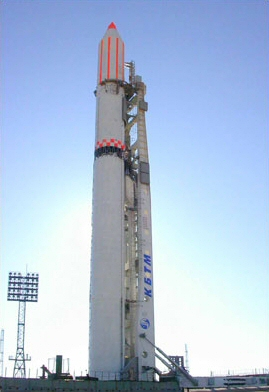
Le lanceur Zenit a été sélectionné à la place de Soyouz pour faire face à l'alourdissement de la sonde.

Le projet Phobos-Grunt décroche son premier véritable financement en 2007 (40 millions de roubles). Début 2008, le développement entre dans une phase active avec le début de la fabrication de la plateforme de la sonde et des modèles d'ingénierie des instruments scientifiques. En mars 2008, le budget de la mission est revu à la hausse et est désormais estimé à 2,4 milliards de roubles. Malgré le scepticisme de nombreux participants du projet, le responsable de Lavotchkine confirme en mai 2008 puis en octobre 2008 que la sonde sera prête pour son lancement en octobre 2009. Pourtant, l'avionique et le logiciel embarqué chargé de contrôler le fonctionnement de la sonde et des instruments scientifiques formant l'ensemble BKU que Lavotchkine a choisi de développer en interne, sont loin d'être aboutis d'après des témoignages concordants.

### Report du lancement
Pour répondre aux besoins de cette mission interplanétaire, la première depuis plus de 15 ans, Lavotchkine entreprend en parallèle une mise à niveau importante du segment sol en particulier des stations de télécommunications chargées de recevoir et transmettre les données de Phobos-Grunt. Lavotchkine a décidé de développer en interne pour cette mission un Système de commande d'attitude et d'orbite spécifique baptisé BKU et d'abandonner le logiciel fourni habituellement par OKB Mars. Le développement de ce logiciel par une équipe à l'expérience limitée dans le domaine prend un retard considérable. Le lancement, prévu en octobre 2009, est repoussé en 2011 pour permettre d'achever les tests (la fenêtre de tir vers Mars s'ouvre tous les deux ans),. Profitant de ce délai, plusieurs modifications sont apportées à la charge utile. L'obtention des échantillons du sol de Phobos constitue une des phases délicates de la mission. La petite pelle chargée de l'opération pourrait ne pas parvenir au bout de sa tâche si le sol s’avérait rocheux. En conséquence, un petit appareil de forage, capable de percer la roche, est ajouté à un des deux bras télécommandés de l'atterrisseur. Il s'agit d'une version adaptée d'un appareil similaire développé par l'agence spatiale polonaise pour la sonde Rosetta,. Il était prévu initialement que deux petits atterrisseurs MetNet développés par l'Institut météorologique finlandais soient transportés par Phobos et largués sur le sol de Mars. Mais ces engins dont la charge utile est constituée par une station météorologique qui n'auraient pu être embarqués en 2009 car leur développement était encore en cours, sont finalement abandonnés pour une question de poids. On ajoute par contre plusieurs instruments de masse réduite comme le microscope spectral infrarouge MicrOmega-IR et le spectromètre à occultation solaire TIMM-2,.
En septembre 2011, le coût du projet est réévalué à 5 milliards de roubles.

## Caractéristiques de Phobos-Grunt
Pour mener à bien ses objectifs, Phobos-Grunt comporte 4 sous-ensembles qui sont, en partant de la base :
- le module de croisière (étage Fregat-SB) qui amène la sonde jusqu'à l'orbite martienne ;
- l'orbiteur/atterrisseur qui constitue le véhicule principal durant la phase orbitale de la mission scientifique, qui prend en charge l'atterrissage sur le sol de Phobos et qui accueille les instruments scientifiques ;
- le module de retour chargé de ramener la capsule d'échantillon jusqu'à proximité de la Terre ;
- la capsule d'échantillon qui revient sur Terre avec l'échantillon de sol de Phobos.

Le sous-satellite chinois Yinghuo est transporté par Phobos-Grunt jusqu'à l'orbite martienne. Il est logé entre l'étage Fregat et le reste de la sonde dans un espace circonscrit par des entretoises qui solidarisent ces deux sous-ensembles.

### Le module de croisière (étage Fregat)

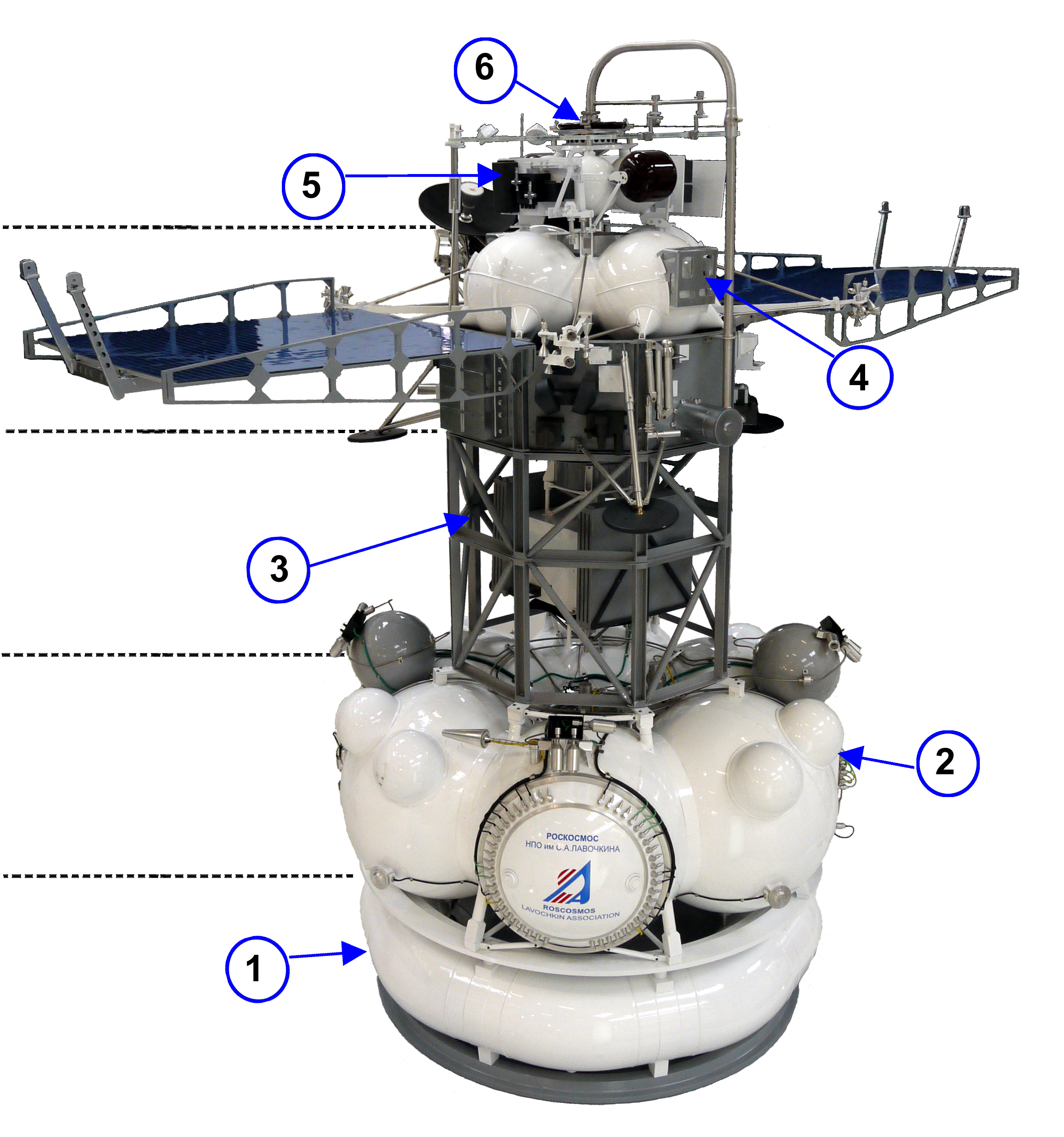
Maquette au 1/5 de la sonde avec son étage Fregat, présentée au salon du Bourget 2011. 1 = réservoir largable de l'étage Fregat-SB, 2 = étage Fregat-SB, 3 = sous-satellite Yinghuo 1 ; 4 = orbiteur/atterrisseur ; 5 = Module de rentrée sur Terre ; 6 = Capsule échantillon.

Le module de croisière est un étage de fusée Fregat-SB adapté. Il est chargé au départ de la Terre de placer la sonde sur la trajectoire de transfert vers Mars, d'effectuer les corrections de trajectoire durant le transit puis de décélérer la sonde pour l'insérer en orbite autour de Mars. Sa masse est sans doute de plus de 11 tonnes. Il comprend un réservoir toroïdal, d'une masse d'environ 4 tonnes avec le carburant, dont le contenu est utilisé pour placer la sonde au départ sur l'orbite terrestre appropriée et qui est largué immédiatement après. L'étage Fregat n'a jusqu'à présent jamais effectué un trajet interplanétaire et sa protection thermique a dû être renforcée pour faire face à son long séjour dans l'espace. Dans sa version standard, l'étage dispose de son propre ordinateur de vol ; pour Phobos-Grunt, c'est l'ordinateur de vol BKU de l'orbiteur/atterrisseur, développé dans le cadre de la mission, qui pilote l'étage Fregat. La propulsion du module est qualifiée pour pouvoir être utilisée à sept reprises et permet, au choix, de délivrer une poussée faible ou forte.

### L'orbiteur/atterrisseur
L'orbiteur/atterrisseur constitue le cœur de la sonde spatiale : il effectue la reconnaissance préliminaire en orbite puis atterrit sur le sol de Phobos et conduit les investigations avec l'instrumentation scientifique qu'il embarque. Par ailleurs, il transporte les deux autres modules chargés de ramener l'échantillon du sol de Phobos sur Terre. L'orbiteur/atterrisseur d'une masse d'environ 1 650 kg est un engin entièrement nouveau qui devrait, selon son constructeur, servir de base à l'ensemble des projets de sonde interplanétaire russes tels que Luna-Glob, Luna-Resurs et Luna-Grunt pour l'exploration de la Lune, Venera-D pour celle de Vénus, Mars-Net et Mars-Grunt (en) pour celle de Mars et Sokol-Laplas pour celle de Jupiter.
Le module utilise un nouveau logiciel de vol BKU (Bortovoy Kompleks Upravleniya) dont le développement, plus long que planifié, est sans doute la principale raison du report de lancement de 2009. Pour le guider durant l'atterrissage, le module utilise successivement un altimètre laser puis un radar Doppler de 13 kg développé dans le cadre du projet. La navigation est assurée à l'aide d'une centrale à inertie BIB-FG (Besplatformenny Inertsialny Blok) de viseurs d'étoiles BOKZ-MF (Blok Opredeleniya Koordinat Zvezd) et de senseurs solaires. Les modifications de trajectoire, les corrections d'orientation et l'atterrissage sont réalisés par plusieurs moteurs-fusées brûlant un mélange hypergolique d'UDMH et de peroxyde d'azote. Un ensemble de caméras sont utilisées à la fois pour la navigation et les observations scientifiques. Les télécommunications sont assurées par le sous-système BRK (Bortovoi Radio Kompleks) fonctionnant en bande X avec un débit maximum de 16 kilobits. L'énergie électrique est produite par deux panneaux solaires d'une superficie totale de 10 m2.

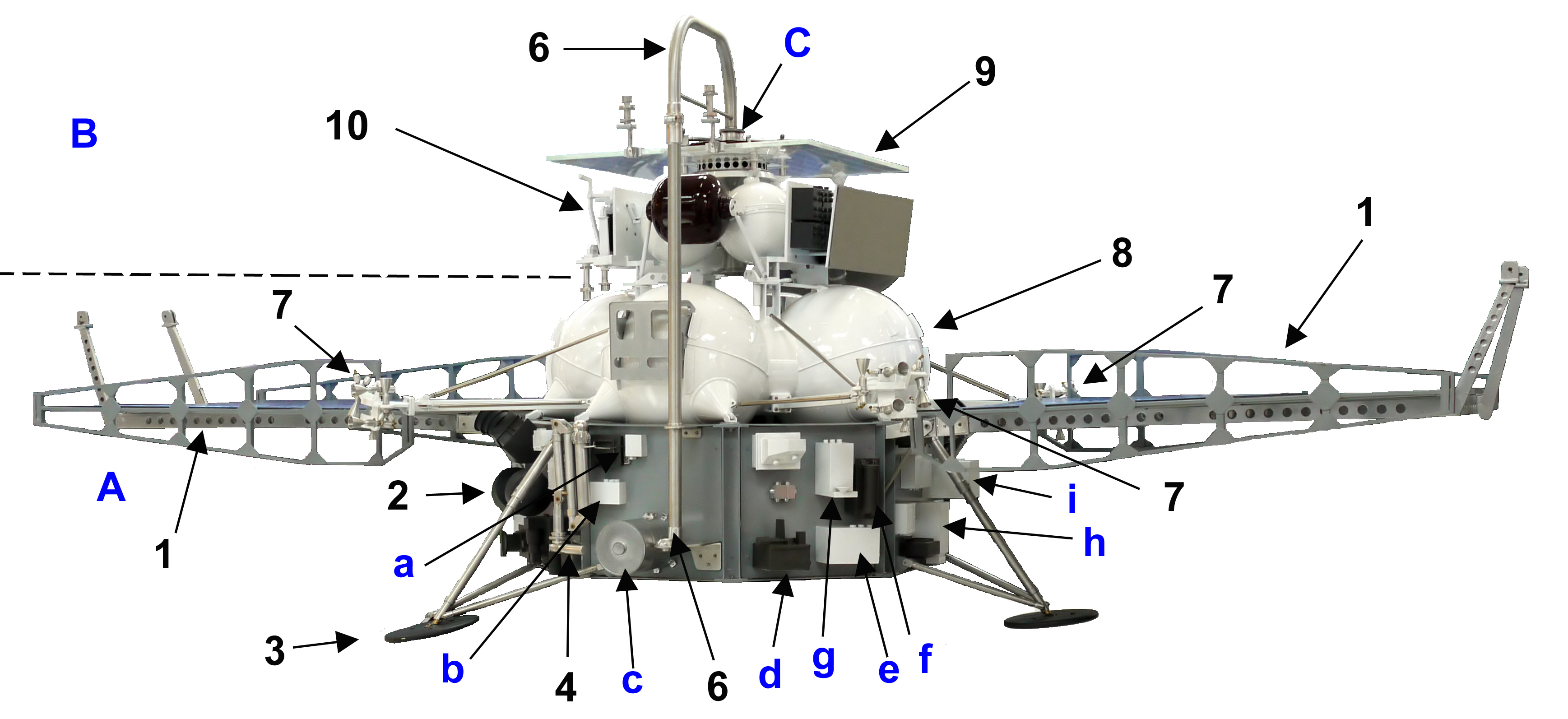
Maquette de la sonde Phobos-Grunt : A : orbiteur/atterrisseur ; B : module de retour sur Terre ; C : capsule contenant l'échantillon de sol (non visible) ; 1 : panneaux solaires ; 2 : roues de réaction ; 3 : train d'atterrissage ; 4 : bras télécommandé (deuxième bras non représenté) ; 6 : conduit de transfert de l'échantillon ; 7 : propulseurs contrôle d'attitude ; 8 et 10 : réservoirs de carburant et d'hélium ; 9 : panneaux solaires du module de retour sur Terre. Instruments scientifiques (certains instruments ne sont pas visibles sous cet angle ou ne sont pas présents sur la maquette) : a : sonde thermique TERMOFOB ; b : mesure de la gravité GRAS-F ; c : détecteur de poussières METEOR-F ; d : pyroliseur-analyseur thermique différentiel (Instrument GAP) ; e : chromatographe (Instrument GAP) ; f : spectromètre de masse (Instrument GAP) ; g : spectromètre de masse LAZMA ; h : spectromètre de masse MANAGA ; i : compteur de poussière FPMS.

### Le module de rentrée sur Terre
Le module de rentrée sur Terre d'une masse de 296 kg est chargé de ramener l'échantillon de sol de Phobos contenu dans la capsule d'échantillon. Le module est positionné au sommet de l'orbiteur/atterrisseur. Après avoir décollé de Phobos, le module s'injecte sur une trajectoire de retour vers la Terre en effectuant en route plusieurs corrections de trajectoire. Le module dispose de l'ensemble de l'équipement lui permettant d'assurer le long retour sur Terre. La propulsion est assurée par un moteur-fusée brûlant un mélange hypergolique d'UDMH et de peroxyde d'azote et fournissant une poussée de 130,5 newtons. L'orientation est maintenue à l'aide de 16 petits propulseurs à gaz froid éjectant de l'azote. Contrairement à l'orbiteur/atterrisseur, le module de rentrée ne dispose pas de roue de réaction pour le contrôle d'orientation ; le module est stabilisé par mise en rotation. Le guidage est réalisé à l'aide de senseurs stellaires, senseurs solaires et d'une centrale à inertie. Le carburant et l'oxydant sont contenus dans quatre réservoirs sphériques tandis que l'hélium chargé de pressuriser les ergols est contenu dans deux réservoirs sphériques de plus petite taille. L'énergie électrique est fournie par 2 panneaux solaires d'une superficie totale de 1,64 m2. Les télécommunications se font en bande X avec un débit de 8 bits par seconde.

### La capsule d'échantillon
La capsule d'échantillon, d'une masse de 7,5 kg, contient l'échantillon du sol de Phobos ainsi que des micro-organismes de l'expérience de la Planetary Society. Elle est transportée par le module de rentrée sur Terre puis effectue seule la rentrée dans l'atmosphère terrestre pour être récupérée. Recouverte d'un épais bouclier thermique pour ne pas brûler lors de la rentrée atmosphérique, elle est dépourvue de parachute et d'émetteur radio afin de réduire sa masse. Il est prévu qu'elle soit repérée par les radars lors de l'entrée dans l'atmosphère puis suivie par ceux-ci jusqu'à son arrivée au sol.
| Composant                                         | Masse (kg) | Masse à vide | Remarque                                                 |
| Capsule échantillon                               | 7,5        | -            | Ramène un échantillon de 200 à 300 g sur Terre           |
| Module de rentrée sur Terre                       | 296        | ?            |                                                          |
| Orbiteur/atterrisseur                             | 1560       | ?            |                                                          |
| - Instrumentation scientifique                    | 50         |              |                                                          |
| Yinghuo                                           | 115¹       | ?            | Sous-satellite chinois                                   |
| Étage Fregat SB                                   | 11 375¹    |              | Version adaptée : avionique, protection thermique        |
| - Étage principal                                 | 5 842²     | 592²         |                                                          |
| - Réservoir largable                              | 3 390²     | 335²         | Largué en orbite terrestre lors de l'injection vers Mars |
| Sonde + étage Fregat                              | 13 500     |              |                                                          |
| ¹ : Chiffres octobre 2010. ² : Chiffres mai 2008. |            |              |                                                          |

### Instruments scientifiques
La charge utile a une masse de 50 kg. L'instrumentation scientifique est réalisée principalement par différents laboratoires et industriels russes sous la supervision scientifique de l'Institut de recherche spatiale de l'Académie des sciences de Russie (IKI RAN). Des laboratoires d'autres pays principalement allemands, biélorusses, français, italiens et polonais ont contribué à l'élaboration de plusieurs instruments. La participation française est pilotée par l'agence spatiale française du CNES. Les instruments embarqués comprennent :

#### Instruments d'analysein situ
Les instruments suivants sont utilisés pour étudier Phobos après avoir atterri sur son sol :
- l'ensemble d'analyse des gaz (GAP) (8,7 kg) est le principal instrument utilisé pour déterminer la composition moléculaire du sol : composition minéralogique du sol, les molécules volatiles légères, les gaz rares, les molécules organiques, la composition isotopique des molécules analysées. Il comprend :
  - le Pyrolyseur - Analyseur Thermique Différentiel (GAP-TDA) fourni par l'IKI,
  - le chromatographe en phase gazeuse qui comprend :
    - le spectromètre de masse (GAP-GC-CA) chargé de séparer les gaz permanents et les gaz organiques. Cet instrument développé par le laboratoire LATMOS est une variante de l'instrument que le laboratoire a développé pour le rover américain MSL[29],
    - le spectromètre à diode laser (GAP-GC-TDLAS) mesure les isotopes de la vapeur d'eau, du dioxyde de carbone et le méthane contenus dans l'échantillon. Il est fourni par le laboratoire GSMA de l'université de Reims (France) en collaboration avec l'Institut de Recherche Spatiale (IKI)[30],

  - un spectromètre de masse (GAP-MS), fourni par l'Institut Vernaski de Géochimie ;
- MDGF est un spectromètre gamma utilisé pour déterminer la composition élémentaire du sol (5,5 kg) ;
- MAIN est un spectromètre à neutron qui analyse le contenu en hydrogène du sol (4,0 kg) ;
- Lazma est un spectromètre de masse laser temps de vol qui doit déterminer la composition élémentaire du sol de Phobos (2,6 kg). L'échantillon de sol analysé est recueilli à la surface de Phobos par le bras robotisé de la sonde spatiale qui le dépose dans un carrousel associé à l'instrument qui peut recevoir jusqu'à 14 échantillons (2,6 kg)[31] ;
- MANAGA est un spectromètre de masse à ions secondaires : composition élémentaire du sol (1,5 kg) ;
- TERMOFOB est un instrument qui détermine la température et les caractéristiques thermiques du régolithe à la surface de Phobos, c'est-à-dire sa capacité et sa conductivité thermique. Sa précision est de 0,25 °C et il peut mesurer des températures s'échelonnant entre -17 et +100 °C (masse de 0,3 kg) ;
- RMR est un radar à ondes longues pour les sondages en profondeur : étude des caractéristiques électriques de la structure interne de Phobos (3,5 kg) ;
- Seismo-1 est un sismomètre qui, par étude des ondes sismiques, doit fournir des informations sur les propriétés mécaniques, la densité et la structure interne de Phobos. Il fournira des informations sur les processus tectoniques et microtectoniques à l’œuvre au sein de Phobos (0,5 kg).

#### Les systèmes de prélèvement et de manipulation des échantillons
La sonde dispose de deux bras manipulateurs qui permettent de recueillir des échantillons de sol pour alimenter d'autres instruments ou qui transportent des instruments appliqués directement sur le sol. Un de ces bras est développé dans le cadre d’un contrat de coopération entre l’Agence spatiale fédérale russe et l’Administration spatiale nationale de Chine, la Chine fut associée tardivement à la mission russe pour la conception du mécanisme de prélèvement d’échantillons,. Les bras manipulateurs emportent les instruments suivants :
- spectromètre APX ;
- MIMOS est un spectromètre Mössbauer permettant d'effectuer une analyse quantitative d'échantillons contenant des composés du fer. Il s'agit d'une version adaptée de l'instrument embarqué sur les rovers américains MER. Comme celui-ci, il s'agit d'une réalisation de l'Université de Mayence (Allemagne)[35] ;
- minicaméra.

Les échantillons qui doivent être ramenés sur Terre sont, après prélèvement, aspirés par un système pneumatique à travers un conduit qui les amène au sommet de la sonde où se trouve la capsule d'échantillon.

#### Les instruments optiques
- le système de navigation TV, baptisé TSNG, comprend deux caméras à téléobjectif (focale de 500 mm) et deux caméras grand angle (focale 18 mm). Toutes ces caméras sont dotées d'un capteur CCD Kodak de 1 mégapixel. Elles sont utilisées pour réaliser la cartographie de la surface de Phobos et assister l'atterrissage (3 kg)[5].
- caméra panoramique TV : prises de vue panoramiques de PHOBOS, images pour la sélection d'échantillons (0,5 kg).
- MicrOmega-VIS est un microscope optique en lumière visible fourni par l'IAS et le LESIA.
- MicrOmega-IR est un microscope spectral fonctionnant en lumière infrarouge (0,9 à 3,1 μm) qui permet d'identifier la composition moléculaire et minéralogique des grains individuels contenus dans les échantillons de sol. Cet instrument a été ajouté à la suite du report du lancement de 2009 à 2011. Il s'agit d'un prototype de l'instrument qui doit être embarqué sur la sonde européenne ExoMars. Il est développé par les laboratoires français de l'IAS et du LESIA[36].

#### Les instruments d'étude de l'environnement martien et de la mécanique céleste
Les instruments suivants sont utilisés lorsque la sonde est en orbite pour étudier l'environnement martien :
- le détecteur de micrométéorites METEOR-F permet de mesurer la masse et la vitesse de micrométéorites ayant une vitesse comprise entre 3 et 35 km/s et une masse comprise entre 10−6 et 10−14 g. (3,0 kg)[37] ;
- le compteur de poussières DIAMOND mesure des poussières situées dans les ceintures de poussière qui entourent Mars. Le capteur d'une superficie de 100 cm2 peut détecter des particules ayant une énergie de 6,5 × 10−10 kg m/s (2,5 kg)[37].
- l'ensemble d'analyse du plasma FPMS (3 kg) mesure les interactions entre le vent solaire et le plasma qui entoure la planète Mars. Il comprend[37] :
  - un spectromètre à ions planétaires qui mesure la distribution et l'énergie des particules de 10 eV et 15 keV,
  - un spectromètre à ions à haute énergie qui mesure la distribution et l'énergie des particules de 10 eV et 50 keV,
  - un magnétomètre pour mesurer les champs magnétiques quasi-statiques et variables, les champs magnétiques et les variations du courant de plasma ;
- AOST est un spectromètre infrarouge Fourier fonctionnant dans la bande spectrale 2,5-25 μm qui permet d'étudier l'évolution de la composition de l'atmosphère martienne au cours d'une journée et, si la mission est étendue, au cours d'un cycle saisonnier. AOST permet d'établir le profil vertical de l'atmosphère martienne sur une hauteur de 55 km en identifiant ses différents composants : vapeur d'eau, méthane, dioxyde de carbone, d'aérosols. L'instrument peut être également utilisé dans une certaine mesure pour mesurer la composition minéralogique de Phobos lorsque la sonde se trouve encore en orbite. AOST permet de produire un interférogramme toutes les 50 secondes. Toutefois, le nombre de mesures effectuées est limité à 500 par jour car le volume de données qui peut être envoyé sur Terre alloué à AOST est limité à 4 millions d'octets par jour (2,5 kg)[5] ;
- TIMM-2 est un spectromètre à occultation solaire qui permet l'étude de l'atmosphère de Mars dans plusieurs bandes spectrales entre 2,3 et 4,1 μm (3,5 kg). Il vient compléter les données collectées sur l'atmosphère martienne par AOST en fournissant des mesures d'une résolution supérieure d'un ordre de grandeur sur une partie du spectre traité par AOST. Cet instrument a été ajouté après le report du lancement. Il repose en grande partie sur les instruments SOIR embarqués sur Venus Express et RUSALKA installés à bord de la Station spatiale internationale. Il est fourni par l'IKI avec une participation française du LATMOS[23],[5] ;
- un senseur stellaire dédié combiné avec des mesures radio Doppler depuis la Terre doit permettre d'étudier le mouvement de libration de Phobos et d'en déduire notamment le centre de masse, le moment d'inertie, la densité moyenne et la répartition des masses de la Lune (0,5 kg)[38],[39] ;
- Ofsted est un oscillateur ultra-stable utilisé notamment pour affiner les paramètres orbitaux de Mars et de Phobos en étalonnant avec une grande précision les émissions radio vers la Terre(0,35 kg)[39].

#### L'expérience LIFE
La capsule ramenant l'échantillon du sol de Phobos contient un petit récipient hermétique pesant 88 grammes contenant plusieurs colonies de microbes. L'expérience, baptisée LIFE, proposée par la Planetary Society, vise à vérifier l'hypothèse de la panspermie, c'est-à-dire le transport de la vie à travers l'univers par le biais de micro-organismes piégés dans des météorites. Les microbes de l'expérience LIFE effectueront un voyage de 3 ans dans l'espace dans des conditions proches de celles qu'elles rencontreraient dans une météorite. Le récipient contient 30 microbes hébergés individuellement dans des petits tubes de 3 mm de diamètre ainsi qu'une bactérie native d'une région désertique de la Terre stockée dans une cavité de 26 mm de diamètre. Tous ces organismes sont stockés sous une forme inactive (desséchés) sans nutriment et ne peuvent donc se reproduire. Des capteurs permettent d'enregistrer les conditions de température et le niveau de radiation subis. Le conteneur est conçu pour rester étanche en cas de défaillance de la mission dans le système martien pour éviter de contaminer la planète ou ses lunes. Si la capsule d'échantillon parvient à revenir sur Terre, l'état des micro-organismes doit permettre d'apporter certaines réponses à la théorie de la panspermie.

### Yinghuo 1
Yinghuo 1 est un petit orbiteur chinois que la sonde Phobos-Grunt devait larguer une fois qu'elle insérée en orbite autour de Mars. Yinghuo devait circuler sur une orbite très elliptique dont l'apogée est comprise entre 74 000 et 80 000 km et le périgée compris entre 400 et 1 000 km parcourue en 72,6 heures. Yinghuo était une sonde de taille particulièrement réduite car son transport par Phobos-Grunt lui permet de se passer de plusieurs équipements notamment au niveau de la propulsion. C'était en effet un cube de 75×75×60 cm pesant 115 kg. Ses panneaux solaires lui auraient donné une envergure de 6,85 mètres. La sonde disposait pour communiquer d'une antenne parabolique grand gain ayant un diamètre de 0,95 mètre par laquelle transitent les données avec un débit de 2,5 kilobits par seconde en bande S. La sonde avait également une antenne bas gain permettant un débit de 80 bits par seconde. La sonde possédait un système de stabilisation 3 axes et devait étudier l'atmosphère de Mars et l'environnement de la planète. Elle emportait un ensemble d'instruments scientifiques permettant d'étudier le plasma, un magnétomètre fluxgate et une petite caméra de 1,5 kg ayant une résolution de 4 mégapixels. Phobos-Grunt et Yinghuo 1 devaient effectuer ensemble des expériences d’occultation. La mission de Yinghuo devait durer 1 an autour de Mars où il devrait rester pendant un an. La sonde chinoise emporte 4 instruments scientifiques.

## Déroulement de la mission

### Lancement
La sonde Phobos-Grunt a été lancée par une fusée Zenit le 8 novembre 2011 à 20h16 UT depuis le cosmodrome de Baïkonour et a été placée sur orbite basse. Mais les manœuvres suivantes ne se sont pas déroulées comme prévu. La sonde n'a pas déclenché la première des deux manœuvres destinées à la placer sur sa trajectoire vers Mars.

### Panne en orbite terrestre
À la suite de sa défaillance, la sonde tourne depuis son lancement en orbite basse (207 × 347 km) en décrivant une révolution autour de la Terre toutes les 2 heures environ. Aucun diagnostic précis n'a pu être effectué sur l'origine de la panne 16 jours après le lancement : ce dysfonctionnement n'a pas permis la mise à feu des moteurs de l'étage Fregat qui devait permettre de placer en deux temps la sonde sur une orbite de transit vers Mars. Pour expliquer cette panne, deux scénarios sont notamment envisagés. Selon le premier scénario, la sonde n'a pas réussi à s'orienter avec suffisamment de précision avant la mise à feu. Or, il s'agit d'une condition incontournable pour que la sonde parvienne à destination. Cette orientation est déterminée à l'aide, d'une part de senseurs solaires qui la déduisent de l'azimut du Soleil, d'autre part grâce à des senseurs stellaires : ces caméras prennent une image du ciel puis, à l'aide d'un logiciel, identifient les étoiles observées et en déduisent l'orientation du vaisseau spatial. L'anomalie pourrait être due à une défaillance de la partie optique ou plus probablement de la partie logiciel. La deuxième explication envisagée est un bogue du logiciel qui exécute la séquence des opérations aboutissant à la mise à feu des moteurs.

### Tentatives de sauvetage de la mission
Les équipes au sol tentent de reprendre le contrôle de la sonde qui est passée en mode sans échec (panneaux solaires mis face au soleil et sonde attendant les ordres depuis la terre). Elles doivent d'abord récupérer les télémesures transmises par l'engin spatial, effectuer un diagnostic à partir de ces éléments puis, si une correction ou une solution de contournement peut être mise en œuvre, transmettre à la sonde de nouvelles instructions ou de nouvelles versions des logiciels. Les communications entre la Terre et la sonde passent par un réseau de stations terrestres. L'orbite étant très basse, il faut un grand nombre d'antennes pour pouvoir maintenir sur une longue durée les communications avec la sonde. Malheureusement la Russie à la suite de la crise économique qui a suivi la dissolution de l'Union soviétique a perdu une grande partie du réseau d'antennes embarquées sur des navires qu'elle pouvait déployer auparavant. L'agence spatiale russe a des accords avec l'Agence spatiale européenne et la NASA pour l'utilisation de leurs réseaux d'antennes, notamment l'ESTRACK. Ces accords ont été activés après le lancement mais malgré de nombreuses tentatives de communication, la sonde est restée muette.
Le sauvetage devait être effectuée dans un délai relativement court car la situation de la sonde pourrait se dégrader rapidement.
- la sonde circule sur une orbite très basse et perd rapidement de l'altitude du fait de la traînée engendrée par l'atmosphère ténue qui subsiste à cette altitude. Si la sonde ne remonte pas son orbite, elle pourrait entamer une rentrée atmosphérique en décembre ou janvier.
- les caractéristiques de l'orbite de la sonde (argument du périgée ω, longitude du nœud ascendant ☊) sont progressivement modifiées et pourraient rapidement ne plus permettre un envoi vers Mars.
- il se pourrait que la sonde n'ait pas orienté correctement ses panneaux solaires face au Soleil et le rechargement de ses batteries ne se ferait pas de manière optimale. Une fois les batteries déchargées, la sonde spatiale ne pourra plus être contrôlée[43].

Le 23 novembre 2011, plusieurs contacts radio sont établis entre la sonde russe et la station terrestre de l'Agence spatiale européenne située à Perth en Australie. Des données de télémétrie sont transmises par la sonde. Mais les tentatives de contacts ultérieures ont échoué. Début décembre, le système de contrôle d'attitude ne semble plus fonctionner : la reprise du contrôle d'une sonde qui ne peut plus s'orienter pour recharger ses batteries et pointer ses antennes de communication s'est révélée impossible.

### Rentrée atmosphérique
La rentrée atmosphérique de la sonde s'est effectuée comme prévu mi-janvier 2012. Les contrôleurs au sol ne pouvant plus contrôler l'orbite de Phobos-Grunt, celle-ci a commencé à se désintégrer sans que les interventions au sol ne permettent de garantir que des débris n'atterrissent dans des zones habitées. Or, la sonde circulait sur une orbite qui lui faisait survoler les régions comprises entre les latitudes 51,4° sud et 51,4° nord, c'est-à-dire en majeure partie des zones habitées. La rentrée atmosphérique a eu lieu le 15 janvier 2012. Les restes de la sonde se sont sans doute perdus en pleine mer à 1 250 km à l'ouest de l'île Wellington située sur la côte du Chili.

### Origine de la défaillance de la sonde
L'origine de la panne n'a pas fait l'objet d'une déclaration officielle mais un scénario plausible émanant du constructeur a émergé mi-janvier :
- lorsque la sonde a été placée en orbite, elle a tenté d'allumer sa propulsion principale pour effectuer sa première manœuvre orbitale. Mais les tâches exécutées par l'ordinateur de bord pour amorcer la séquence de mise à feu ont abouti à une charge du processeur de 190 % d'après des simulations effectuées par le constructeur de la sonde spatiale. Cette surcharge a sans doute abouti à des plantages en boucle du calculateur de bord alors que la sonde avait quitté la portion de son orbite qui pouvait être suivie par les stations terrestres russes. Le traitement des informations des senseurs stellaires en particulier, indispensable pour réaliser une orientation fine de la sonde avant la mise à feu du propulseur, n'aurait pas pu être effectué ;
- un deuxième problème est sans doute apparu lorsque les commandes envoyées depuis la Terre ont permis de mettre en marche l'émetteur radio en bande X de la sonde qui s'est mise à transmettre des télémesures. Cet émetteur s'est mis à fonctionner en permanence en consommant 240 watts y compris lorsque la sonde se situait à l'ombre de la Terre (~50 % de l'orbite) et que les panneaux solaires ne pouvaient recharger les batteries. Cette consommation globalement supérieure à l'énergie produite par les panneaux solaires a progressivement vidé les batteries : Phobos-Grunt, faute d'énergie, est devenue inerte et incontrôlable à compter du 28 novembre 2011.